# Callensburg
Callensburg é um distrito localizado no estado norte-americano de Pensilvânia, no Condado de Clarion.

## Demografia
Segundo o censo norte-americano de 2000, a sua população era de 224 habitantes. 
Em 2006, foi estimada uma população de 211, um decréscimo de 13 (-5.8%).

## Geografia
De acordo com o United States Census Bureau tem uma área de 
0,4 km², dos quais 0,4 km² cobertos por terra e 0,0 km² cobertos por água.

## Localidades na vizinhança
O diagrama seguinte representa as localidades num raio de 12 km ao redor de Callensburg. 